# Museu Regional de Kalmar
O Museu Regional de Kalmar (em sueco: Kalmar läns museum) é um museu regional dedicado ao condado de Kalmar, no sul da Suécia.                                                                              Está localizado na cidade de Kalmar, pertencente à província histórica da Småland.

O museu foi fundado em 1871, como Kalmar Fornminnesförening ("Associação dos Monumentos de Kalmar").

Está instalado na antiga fábrica de moagem Kalmar Ångkvarn, um possante edifício erigido em 1847.

## Património do museu
O património do museu inclui peças resgatadas por arqueólogos marinhos daquilo que resta do navio-almirante Kronan, afundado em batalha naval ao largo da ilha da Öland em 1676. O museu retrata igualmente a Kalmar medieval e mostra obras da ilustradora Jenny Nyström, ”a filha de Kalmar”. 

## Galeria

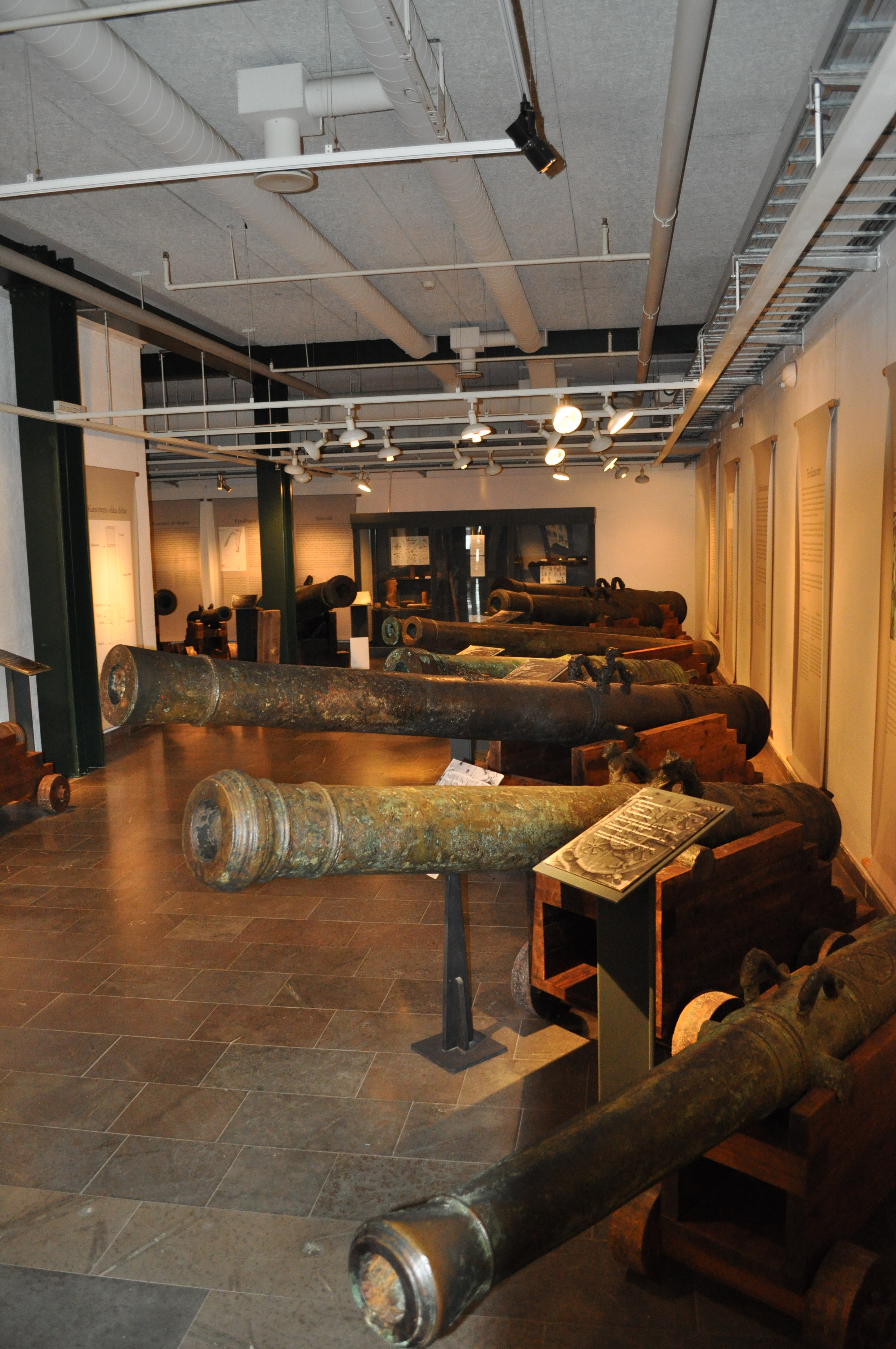
Canhões reais à entrada do museu
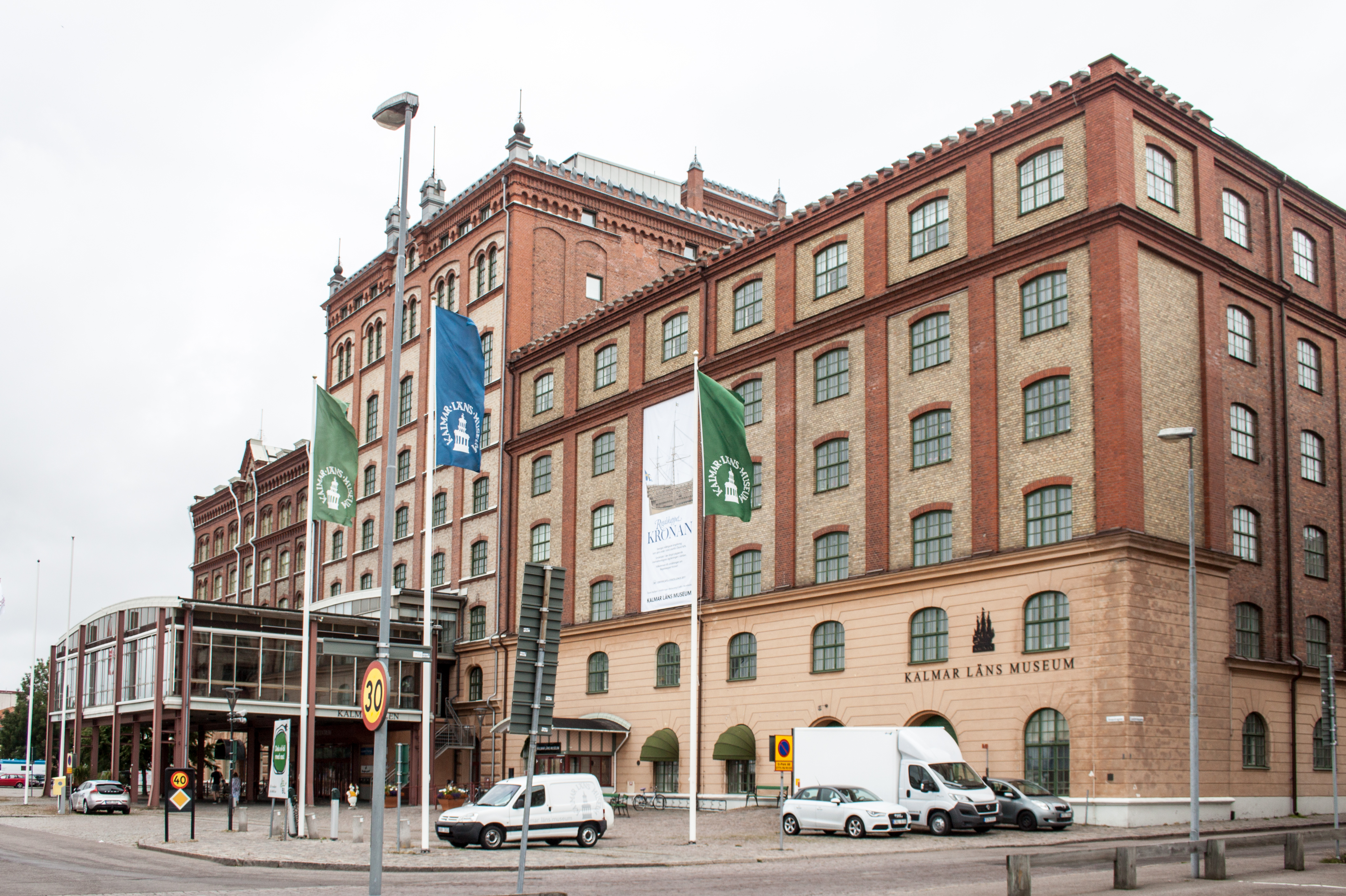
A antiga fábrica de moagem, onde está instalado o museu.